# آرنه ستراند
آرنه ستراند هو صحفي ومحرر وسياسي نرويجي، ولد في 17 مارس 1944. نشط حزبياً في حزب العمال. وقد انتخب وزير دولة ‏ مكتب رئيس الوزراء ‏ (19 يناير 1987 – 16 أكتوبر 1989).

## وصلات خارجية
- آرنه ستراند على موقع IMDb (الإنجليزية)